# جهان سویت
جهان اکیل سویت (انگلیسی: Jahaan Sweet؛ زادهٔ) که با نام جی. سوییت نیز شناخته می‌شود، یک موسیقی‌دان، تهیه‌کننده موسیقی، ترانه‌سرا و پیانیست آمریکایی اهل جکسون‌ویل، فلوریدا است. او برای هنرمندان مختلفی از جمله کلانی، دریک، امینم، د کارترز، تای دولا ساین، ا بوگی ویت دا هودی و تیلور سوئیفت تولید کرده‌است. او قبلاً به عنوان تهیه‌کننده برای کلانی در سال ۲۰۱۵ فعالیت می‌کرد. او بیشتر به خاطر نوشتن و تولید میکس تیپ کلانی در سال ۲۰۱۵، «تو باید اینجا باشی» و «غرق شدن» ا بوگی ویت دا هودی و تراویس اسکات در اکثر آهنگ‌های آخرین آلبوم خود یوتوپیا شناخته شده‌است.
او برنده دو جایزه گرمی از پنج نامزدی شده‌است. کار او در کارترز «همه چیز عشق است» و جان باتیست «ما هستیم» به ترتیب برنده جایزه گرمی برای بهترین آلبوم معاصر شهری در سال ۲۰۱۹ و جایزه گرمی برای آلبوم سال در سال ۲۰۲۲ شدند.